# Boško Mekinjić
Boško Mekinjić (18. avgust 1972) srpski je ekonomista, doktor ekonomskih nauka, predsjednik Uprave Komercijalne banke a.d. Banja Luka i predsjednik Udruženja banaka Bosne i Hercegovine.

## Biografija
Osnovnu školu „Nemanja Vlatković” završio je u Donjem Vakufu, a srednju školu „Mahmut Bušatlija” u Bugojnu.
Nakon završenih osnovnih studija na Ekonomskom fakultetu u Banja Luci, karijeru je započeo 2000. godine u Razvojnoj banci a.d. Banja Luka na poslovima stručnog saradnika za kreditne plasmane. Na toj poziciji je bio od 2000. do 2002. godine. Od 2002. do 2003. godine, bio je stručni saradnik za poslovanje sa hartijama od vrijednosti u Razvojnoj banci a.d. Banja Luka. Od 2003. do 2005. godine, bio je šef službe platnih kartica u Razvojnoj Banci Jugoistočne Evrope a.d. Banja Luka. Od 2005. do 2006. godine, bio je direktor glavne Filijale Banja Luka u Novoj Banjalučkoj banci a.d. Banja Luka — članica HVB grupe. Od 2006. do 2016. godine je bio izvršni direktor i zamjenik direktora Komercijalne banke a.d. Banja Luka. U avgustu 2016. godine, imenovan je za direktora Komercijalne banke a.d. Banja Luka. Od oktobra 2017. godine je predsjednik uprave Komercijalne banke a.d. Banja Luka.
Bio je predavač i učesnik na više konferencija, okruglih stolova i seminara iz oblasti bankarstva, računovodstva i finansija.
Posjeduje sertifikat brokera koji izdaje Komisija za hartije od vrijednosti Republike Srpske i licence ovlašćenog revizora, sertifikovanog računovođe i ovlašćenog procjenjivača koji izdaje Savez računovođa i revizora Republike Srpske.
Diplomirao je na temi „Devizni bankarski poslovi”, 1999. godine na predmetu Bankarstvo. Mekinjić je 2014. godine na Ekonomskom fakultetu Univerziteta u Banjoj Luci odbranio magistarski rad na temu „Optimizacija internog sistema rejtinga u funkciji upravljanja kreditnim rizikom banke u kontekstu bazelskih principa”, a 2017. godine je na istom fakultetu odbranio i doktorsku disertaciju pod nazivom „Modeliranje internog sistema kreditnog rejtinga kao determinante uspješnosti poslovanja banaka”.
Autor je i koautor više od 20 stručnih i naučnih radova.
Aktivno govori engleski jezik.
Oženjen je. Otac je troje djece.

### Ostali stručni anganžmani
Početkom 2019. godine izabran je za predsjednika Udruženja banaka Bosne i Hercegovine.
U 2018. godini izabran je u zvanje docent doktora na Ekonomskom fakultetu u Banja Luci na predmetu „Procjena rizika”, na katedri za računovodstvo i reviziju, studijski program finansije, bankarstvo i osiguranje.
Od sticanja zvanja doktora nauka bio je nekoliko puta član komisije za odbranu magistarskih i diplomskih rada.
Od 2017. godine je član Upravnog odbora Agencije za osiguranje Republike Srpske. Od 2016. godine je član Upravnog odbora Udruženja banaka Bosne i Hercegovine. Od 2008. godine je član bio Nadzornog odbora „Rafinerije nafte” Brod. Od 2006. godine je bio predsjednik Nadzornog odbora „VB Fonda” Banja Luka. Od 2004. godine je bio član upravnog odbora „Banjalučke berze” a.d. Banja Luka.
Od novembra 2017. godine je član Upravnog odbora u rukometnom klubu Borac iz Banjaluke.

## Publikovani naučni i stručni radovi i predavanja

### Radovi u naučnim časopisima
1. Mekinjić, B. Plakalović, N. Uticaj primjene MRS na pokazatelje poslovanja banaka. Zbornik radova, Kongres Saveza računovođa i revizora Republike Srpske, Teslić, 2018.
2. Plakalović, N. Mekinjić, B. Indikatori kvaliteta poslovanja domaćih banaka. Zbornik radova, Ekonomski fakultet, Brčko, 2018.
3. Plakalović, N. Mekinjić, B. , 4-5 May 2018, Durres.
4. Mekinjić, B. Plakalović, N. Upravljanje kreditnim rizikom u bankama Republike Srpske u kontekstu standarda Bazel II. Tržište, novac, kapital, 2015.
5. Bašić, D. Mekinjić, B. Modeli upravljanja problematičnim kreditima u bankarskom sektoru Republike Srpske. Financing, 2015.
6. Mekinjić, B. Upravljanje rizikom likvidnosti poslovne banke. Finrar, 2015.
7. Mekinjić, B. Uloga internog sistema rejtinga u procesu upravljanja kreditnim rizikom banke. Finrar, 2014.
8. Mekinjić, B. Smart kartice-prelazak sa magnetne trake na čip. Finrar, 2005.
9. Mekinjić, B. Zloupotreba platnih kartica. Finrar, 2005.
10. Mekinjić, B. Uloga elektronskog poslovanja u savremenom bankarstvu. Finrar, 2004.
11. Mekinjić, B. Visa International-pojam, značaj i uloga na tržištu BiH, Finrar, 2004.
12. Mekinjić, B. Platne kartice-savršena zamjena za gotov novac. Finrar, 2004.

### Predavanja
1. -{What industry 4.0 can (and cannot) do for banking industry transformation, Kopaonik business forum, 2019.[10]
2. Izazovi, trendovi i perspektive savremenih finansija i bankarstva. Kongres Saveza računovođa i revizora Republike Srpske, Teslić, 2018.
3. , Ekonomski fakultet Banja Luka, maj, 2018.
4. Bankarski sektor kao pokretač digitalnog razvoja, Simpozijum o korporativnom upravljanju, Teslić, 2018.
5. Dometi i ograničenja različitih modela finansiranja projekata od javnog interesa, Jahorina ekonomski forum, 2018.
6. Bankarstvo u funkciji razvoja privrede i javnog sektora, Jahorina ekonomski forum, 2018.
7. Može li novi Zakon o bankama Republike Srpske ojačati finansijsku stabilnost bankarskog sektora, Kongres Saveza računovođa i revizora Republike Srpske, Teslić, 2017.
8. Kako banka tretira i finansijski podržava mala i srednja preduzeća, Ekonomski fakultet Banja Luka, 2017.
9. Bankarski sektor u funkciji finansiranja malih i srednjih preduzeća, Ekonomski fakultet Banja Luka, 2015.
10. Bankarsko poslovanje, Ekonomska škola Banja Luka, 2014.
11. Uvođenje elektronskog bankarstva u bankama Republike Srpske, Kongres Saveza računovođa i revizora Republike Srpske-Teslić, 2005.

## Spoljašnje veze
- Biografija na sajtu Jahorina ekonomskog foruma 2018. godine[1]
- Intervju Udruženju ekonomista SWOT[2]

1. ↑  „Biografija učesnika Jahorina ekonomskog foruma 2018.”. Архивирано из оригинала 16. 04. 2019. г. Приступљено 06. 02. 2019.
2. ↑  Udruženje ekonomista Republike Srpske SWOT